# (8131) Scanlon
(8131) Scanlon est un astéroïde de la ceinture principale.

## Description
(8131) Scanlon est un astéroïde de la ceinture principale. Il fut découvert le 27 septembre 1976 à l'observatoire Palomar par Eleanor Francis Helin. Il présente une orbite caractérisée par un demi-grand axe de 2,57 UA, une excentricité de 0,20 et une inclinaison de 7,4° par rapport à l'écliptique.

## Compléments